# Растопљена со
Растопљена со је со која се налази у чврстом агрегатном стању на стандардном притиску и температури, али прелази у течно агрегатно стање на повишеним температурама. 
Тренутно једна од битнијих примена растопљених соли је у термоелектранама на бази концентроване соларне енергије. Оне се загревају у соларном колектору на повишене температуре (углавном до 565 °C) и користе се у производњи паре, која се затим користи у парним турбинама за производњу електричне енергије или се складиште за каснију употребу. Најзаступњенија растопњена со на тржишту се зове соларна со и састоји се од смеше 60% натријум нитрата и 40% калијум нитрата на бази масе.